# Mac Sweeney

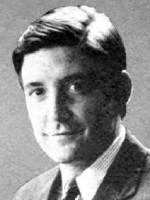
Mac Sweeney

David McCann „Mac“ Sweeney (* 15. September 1955 in Wharton, Wharton County, Texas; † 21. Juli 2024 in Honolulu, Hawaii) war ein US-amerikanischer Politiker. Zwischen 1985 und 1989 vertrat er den Bundesstaat Texas im US-Repräsentantenhaus.

## Werdegang
Mac Sweeney besuchte die öffentlichen Schulen seiner Heimat und studierte danach bis 1981 an der University of Texas unter anderem Jura. In den Jahren 1977 und 1978 gehörte er dem Stab von US-Senator John Tower an. Danach arbeitete er in den Jahren 1979 und 1980 für den früheren Gouverneur John Connally, der nach einem Parteiwechsel im Jahr 1973 erfolglos die Nominierung der Republikanischen Partei für die Präsidentschaftswahlen von 1980 anstrebte. Zwischen 1981 und 1983 war Sweeney als Director of Administrative Operations im Regierungsstab von Präsident Ronald Reagan.
Sweeney schloss sich ebenfalls der Republikanischen Partei an. Bei den Kongresswahlen des Jahres 1984 wurde er im 14. Wahlbezirk von Texas in das US-Repräsentantenhaus in Washington, D.C. gewählt, wo er am 3. Januar 1985 die Nachfolge von William Neff Patman antrat, den er bei der Wahl besiegt hatte. Nach einer Wiederwahl konnte er bis zum 3. Januar 1989 zwei Legislaturperioden im Kongress absolvieren. Dort wurde er Mitglied im Streitkräfteausschuss. Im Jahr 1988 wurde er nicht wiedergewählt. Nach dem Ende seiner Zeit im US-Repräsentantenhaus arbeitete er zunächst als Jurist für eine internationale Kanzlei an der Wall Street in New York City. Danach leitete er zwei Firmen in New Jersey bzw. Texas.
Seit 1977 war Sweeney für sieben Jahre im humanitären und missionarischen Einsatz. Dabei operierte er von Kairo aus in fünf arabischen Staaten. 2004 scheiterte eine Ernennung in eine führende Position des Friedenscorps, weil er sich mit der Bundesregierung unter Präsident George W. Bush nicht über die Bedingungen einigen konnte. Im selben Jahr war er Wahlhelfer bei den ersten Präsidentschaftswahlen in Afghanistan. Später leitete er von Washington aus die Paraclete Group, die Infrastrukturmaßnahmen in Entwicklungsländern unterstützt. Außerdem war er Vorstandsmitglied einiger Non-Profit-Organisationen.